# Население на Соломоновите острови
Населението на Соломоновите острови според преброяването през 2019 г. е 721 455 души.

## Възрастов състав
(2020)
- 0 – 14 години: 33% (мъже 116 397/ жени 109 604)
- 15 – 64 години: 62,5% (мъже 218 959/ жени 209 259)
- над 65 години: 4,5% (мъже 14 461/ жени 16 417)

## Етнически състав
- 95,3% – меланезийци
- 3,1% – полинезийци
- 1,2% – микронезийци
- 0,3% – други

## Религия
- 73,4% – протестанти
- 19,6% – римокатолици
- 2,9% – други християни
- 4,1% – други

## Език
Официални езици са меланезийският пиджин и английският.